# 어이쿠! 왕자님
《어이쿠! 왕자님 ~호감가는 모양새~》는 대한민국의 동인 게임이다. 대인배들팀이 제작한 여성향 육성 시뮬레이션 게임으로 기본 모티브와 시스템은 《프린세스 메이커 2》와 유사하며 여성 취향의  보이스 러브를 가미했다. 또한 네이버 웹툰 중 베스트 도전의 '사는게 이게 모양? '에서도 언급했다.

## 개요
어린 시절에 《프린세스 메이커 시리즈》를 즐겼던 동인들이 국내에 남자 캐릭터를 키울 수 있는 게임이 없다는 것에 대해 직접 만들자는 결심을 하게 되고  한국왕립발레학교를 그렸던 이들이 주축이 되어 여성 취향의 보이스 러브 요소를 넣은 게임 추가한 게임을 만들기로 한다. 동인 게임이라는 사실에 불구하고 제작 발표와 동시에 동인계에 주목을 끌게 되고, 제작자들은 이에 부응해 프로 만화가 박설아를 일러스트로 기용하여 게임의 퀄리티를 높이도록 했다. 오프닝 영상 또한, 기존 동인 게임에서의 CG를 묶은 영상이 아닌, 애니메이션으로 제작되어 기성 게임 제작사 못지않은 실력을 보여주었다.
연소자용과 성인용(18금) 버전의 두 가지 패키지로 발매되었으며 18금 버전은 동인 게임임에도 불구하고 리브로에서도 판매했다. 큰 인기를 모은 끝에 1차, 2차, 3차로 진행되던 예약 판매 분이 순식간에 동이 나기도 했다.
제목의 호감가는 모양새(줄여서 호모), 이야기의 무대인 바이케 왕국(거꾸로 하면 게이바), 프롤로그에 등장하는 남색의 천사, 공수도 시스템 등 명칭에서부터 BL 요소를 추가했다.

## 연혁
- 2007년 2월 - 전단지 배포
- 2007년 6월 - 전단지 2차 배포
- 2007년 12월 - 어이쿠! 왕자님 1차 예약 개시
- 2008년 1월 - 어이쿠! 왕자님 2차 예약 개시
- 2008년 2월 - 코믹월드에서 게임 및 관련 상품 판매 개시
- 2008년 3월 - 리브로 인터넷 서점에서 동인 카테고리에 판매 시작
- 2008년 4월 - 동인 행사 레이디스데이에서 게임 일러스트집 판매
- 2008년 10월 - 어이쿠! 왕자님 드라마시디 발매. 한양문고와 리브로에서 판매 시작
- 2008년 11월 - 어이쿠! 왕자님 성우들과 예약특전 식사 이벤트
- 2009년 1월 - 어이쿠! 왕자님 본 패키지 게임 시디 판매 종료

## 스토리
아버지를 선택할 경우: 바이케 왕국이 마왕에게 매년 보내던 연금을 끊어버리자 마왕은 인간 세계로 내려와 분노를 하게 된다. 이에 용사는 마왕 퇴치에 나서게 되지만, 용사는 마왕과 눈이 맞게 되고 사랑의 도피를 감행한다. 이를 구경하던 용사의 친구는 혼자 왕궁에 돌아와 졸지에 마왕을 물리친 왕국의 용사가 된다. 용사의 친구는 영웅이 되어 호의호식하다가 밤하늘을 보며 마왕과 용사를 생각하며 ‘사랑이 무엇일까?’라는 고민을 하게 된다. 그러자 갑자기 하늘에서 남색팬티를 입은 남색의 천사가 내려와 ‘'사랑을 알고 싶으냐. 이 아이를 키우다보면 사랑이 뭔지 알게 될 것이다.’ 라며, 어린 남자 아이를 보내게 되는데…
어머니를 선택할 경우: 자신에게 열렬히 구애하던 (남자)구혼자 A,B가 주인공을 차지하려 결투를 벌이다 서로 눈이 맞아 도망 친다는 스토리이다. 허탈감에 별을 바라보며 '사랑이 무엇일까?'라는 고민을 하게 된다. 그러자 갑자기 하늘에서 남색팬티를 입은 남색의 천사가 내려와 ‘'사랑을 알고 싶으냐. 이 아이를 키우다보면 사랑이 뭔지 알게 될 것이다.’ 라며, 어린 남자 아이를 보내게 되는데…

## 시스템
기본 골격은 《프린세스 메이커 2》와 유사하지만, 독창적인 여러 시스템이 존재한다.

### 커스터 마이징
전용 커스터 마이징 툴이 존재하며 게임 내에서의 그림을 원하는 그림으로 교체할 수 있다. 캐릭터 스탠딩 CG부터 이벤트 CG까지 그래픽 소스 대부분을 재창조 시킬 수 있다. 그러므로 본인이 원하는 만화 캐릭터로 교체해 키울 수도 있다. 특히 어이쿠 왕자님의 팬카페를 통해 커스터 마이징 소스를 받아, 캐릭터의 얼굴, 머리, 옷을 쉽게 교체 할 수 있다.

### 혈액형
게임 시작 시, 혈액형의 선택은 아들의 성격에 매우 큰 영향을 미치며, 특히 보편적인 혈액형 성격에 맞추었다. 게임 종료 시에 나오는 멘트도 혈액형에 따라 다르며, 특히 AB형 아들은 하나하나가 4차원이다.

### 일기장
매일매일 쓰는 일기장을 훔쳐 볼 수 있는 시스템으로 혈액형 마다 특징이 다른데, O형과 A형은 착실한 일기이며 B형은 반항식의 일기, AB형은 4차원의 특성을 지니고 있다. 아들이 아프면 일기를 쓰지 못하고, 알바에 다녀오면 그날 알바에 대한 일기를 쓰기도 한다. 일기장의 분량은 A4 크기로 400페이지를 작성해서 다시 플레이 한다고 해도 겹치는 일은 없다고 한다. 자주 훔쳐보게 되면 아버지와의 관계도(피라미터가 보이진 않는다.)가 떨어지게 된다.

### 플레이어 성별
어머니로 시작할지 아버지로 시작할지 고를 수 있다.
어머니로 시작하면 1500G 아버지로 시작하면 500G가 주어진다.
어머니는 연말에 300G를 받을 수 있으며
아버지는 연말에 500G를 받을 수 있다.

## 엔딩
커플 엔딩과 직업 엔딩이 따로 존재하며, 직업 엔딩은 총 55가지로 다양하며, 커플 엔딩은 프린세스 메이커 시리즈의 결혼 엔딩과 유사하며 캐릭터 7명과의 커플 엔딩이 존재한다. 숨겨진 패러미터인 ‘공수도 게이지’를 통해 패러미터에 따라 공과 수가 결정된다. 덧붙여서 규브, 아빠, 엄마 엔딩도 있으며, 엄마가 아닌 여성과의 결혼 엔딩도 있지만 ‘베드 엔딩’적인 요소가 강하다.
직업 엔딩 중 좋은 것으로는 대표적으로 바이케의 왕, 이국의 왕, 기사에서부터 국왕의 첩을 들 수 있고 나쁜 것으로는 남창, 도둑, 암흑가의 권력자, 수도권분양희망당첨자, 사채업자, 자발적청년실업자 등이 있다.

## 등장인물

### 가족
로에
성우 : 엄상현
어이쿠! 왕자님의 주인공이며 플레이어가 이름을 마음대로 지어줄 수 있다. 생김새에 관해서는 게임 속에 등장하는 부자 여자가 ‘붉은 갈색 머리에 초록색 눈을 가지고 있는 시크한 남자’라고 묘사하기도 했다. 플레이어가 아들을 어떻게 키우는 가에 따라서 엔딩이 결정된다. 직업 엔딩이 배드 엔딩일 경우에는 결혼을 하지 못하고, 결혼을 하더라도 여자와 결혼하면 배드 엔딩으로 친다. 드라마CD에서는 클로디어스 레오 바이케와 엮이게 된다.
규브
성우 : 안용욱
어이쿠! 왕자님의 집사로 《프린세스 메이커 2》의 집사 큐브의 패러디이며, 큐브와 달리 피부가 황색이며 송곳니를 가지고 있고, 흑발이자 흑안, 뾰족한 귀와 묶은 머리, 핑크색 옷을 입고 있다. 여자처럼 생겼지만 실제로는 남성이며 중국 마족이어서, 중국에 대해 자부심을 가지고 있다. 로에 가족들 때문에 스트레스를 받고 있으며, 규브가 짠돌이라는 이유로 규브와의 엔딩에서 결혼은 못하고 같이 살 수는 있다고 언급한다.
부모님
로에의 부모님으로 플레이어는 아버지나 어머니 중에 한 명을 선택할 수 있다. 규브와 같이 부모님과도 결혼할 수 있는데, 부모님과 생일을 같게 설정하면 엔딩 화면에서 부모님 얼굴을 볼 수 있다. 이 때 사랑을 알겠느냐고 묻는 천사의 질문에 그렇다고 대답하면 기존의 엔딩과는 조금 다른 화면을 볼 수 있다.

### 히로인
클로디어스 레오 바이케
성우 : 전광주
왕국의 왕자로 태어날 때부터 왕자였고 앞으로도 왕자인, 천성이 맑아 태양처럼 빛나는 귀여운 소년으로 게임에서는 정히로인 역할을 맡고 있다. 바이케 왕국의 왕위 계승자이며 레오 루트에서 왕위 계승에 실패하면 자동적으로 게임 오버가 된다.
체자레 클레멘스
성우 : 오인성
뒷 세계의 왕자로 다혈질에 난폭하고 사나우며 말에 조심성이 없으며 자기중심적이다. 납치 당해 팔려갈 뻔한 주인공을 도와준다. 입이 험하고 폭력적, 성격도 나쁘고 손버릇은 더 나쁜 등 겉보기에는 한 없이 나쁘지만 상처를 안고 있다.
아스터 바사 에이션트
성우 : 강수진
용족기사로 자신의 도덕심과 룰에 따라 사는 남자이며 고지식하고 긍지높은 엘리트 기사형이다. 인간이 아닌 드래곤으로 일족의 서약에 의해 왕가에 묶여있는 기사이며 레오를 수호하고 있다. 왕자병에 나르시스트이다.
루루 레티시아
이국의 여행자로 쾌활하고 시끄럽다. 형인 척 로에를 챙기기 좋아하며 호기심이 왕성해 어린아이 같이 굴 때가 있다. 겉보기 보다 머리는 좋지만 바보이며 유쾌한 형님계이다. 외국인에 가족이 많다.
마왕
마왕에게 지급되던 연금이 끊겨서 인간계로 왔다. 자기가 마왕이란 자각도 없고 생각도 없으며 언제나 자신의 옛 연인이었던 ‘그대’를 입에 달고 다니기에 나중에 아들의 질투를 유발한다는 캐릭터이다. 플레이어가 직접 이름을 지어줄 수 있다.
프란시스 클락
성인판전용캐릭터이며 수도사로 조금 냉소적이나 조금 더 얘기해보면 소심해 보이기도 한다. 도M이다.
로웰 펠리체 드 로데리고
백작으로  신사적이고 점잖고 예의바르며, ‘백작’ 느낌이 물씬 풍기는 남자이다.

## 패러디와 풍자
- 《프린세스 메이커2》를 모티브로 만들었다는 점을 표현하기 위해 《프린세스 메이커2》에 등장하는 집사 큐브를 패러디한 집사 규브를 등장시켰다.

- 게임 배경인 왕조는 실제 노무현 대통령을 풍자한‘노므헨’왕조이며, 다음 왕좌를 노리는 ‘멘슨’은 이명박 대통령을 풍자한 캐릭터이다. 또한 멘슨의 공약은 해저 터널로 이명박의 한반도 대운하를 풍자했다.

- 교육 과정에서도 많은 패러디가 나오는데 특히 격투교실의 레오니다스는 영화 《300》의 캐릭터를 패러디했으며 ‘스파르타’라고 외친다. 또한 예절교실의 오수갈은 《베르사이유의 장미》의 오스칼을 패러디, 그림교실의 미스터 밥은 밥 로스, 의학교실에서는 블랙잭의 블랙잭을 패러디하였다.

- 아르바이트 과정에서도 패러디가 나오는데 농장일의 경우에는 뽕을 만나볼 수 있다. 아들의 일기를 보면 "왜 마님은 맨날 쌀밥을 주나요?"하는 대목이 등장한다. 가정교사알바의 경우에는 언더더 로즈 만화책에 나오는 가족들이 나오고, 묘지기의 경우 데쓰노트의 류크,모기 눈떼기 알바는 고릴라즈의 머독이 제이콥이라는 이름으로 등장한다

- 아들방 배경에 소품들을 자세히보다면 익숙한 아이템들을 볼 수 있다. 예를 들면 피카츄인형, 젤다의 전설의 링크인형 등등

## 관련 상품
- 어이쿠 왕자님 본패키지(3단 디지팩 팩 + 24P 올컬러 설정집 + 18세 패키지 CD)
- 어이쿠 왕자님 비매증정품(공략캐릭터 플라스틱 카드 7종 中 2종 랜덤 증정, 스틱 포스터, 1차 예약 *한정 후일담)
- 어이쿠 왕자님 오디오 북 《사운드 오브 왕자님》
- 어이쿠 왕자님 OST
- 어이쿠 왕자님 캐릭터 머그 컵
- 어이쿠 왕자님 무선노트 3종
- 어이쿠 왕자님 일러스트집(특전 전종카드 세트 선착순 100부 증정)

## 만든 사람들
- 기획, 시나리오 - 김뽀삐
- 기획, 그래픽, 웹사이트 - 허벌
- 기획, 그래픽, 효과음 - 김피로
- 프로그래밍 - 모기새끼, 민스, 할락궁이
- 그래픽, UI - 예맥
- 그래픽 - 츄츄, 땔깜
- 그래픽, 배경 - 오즐
- 원화 - 박설아
- 배경음악 - 하재현, 여진, 크리오